# Vallo Ligure

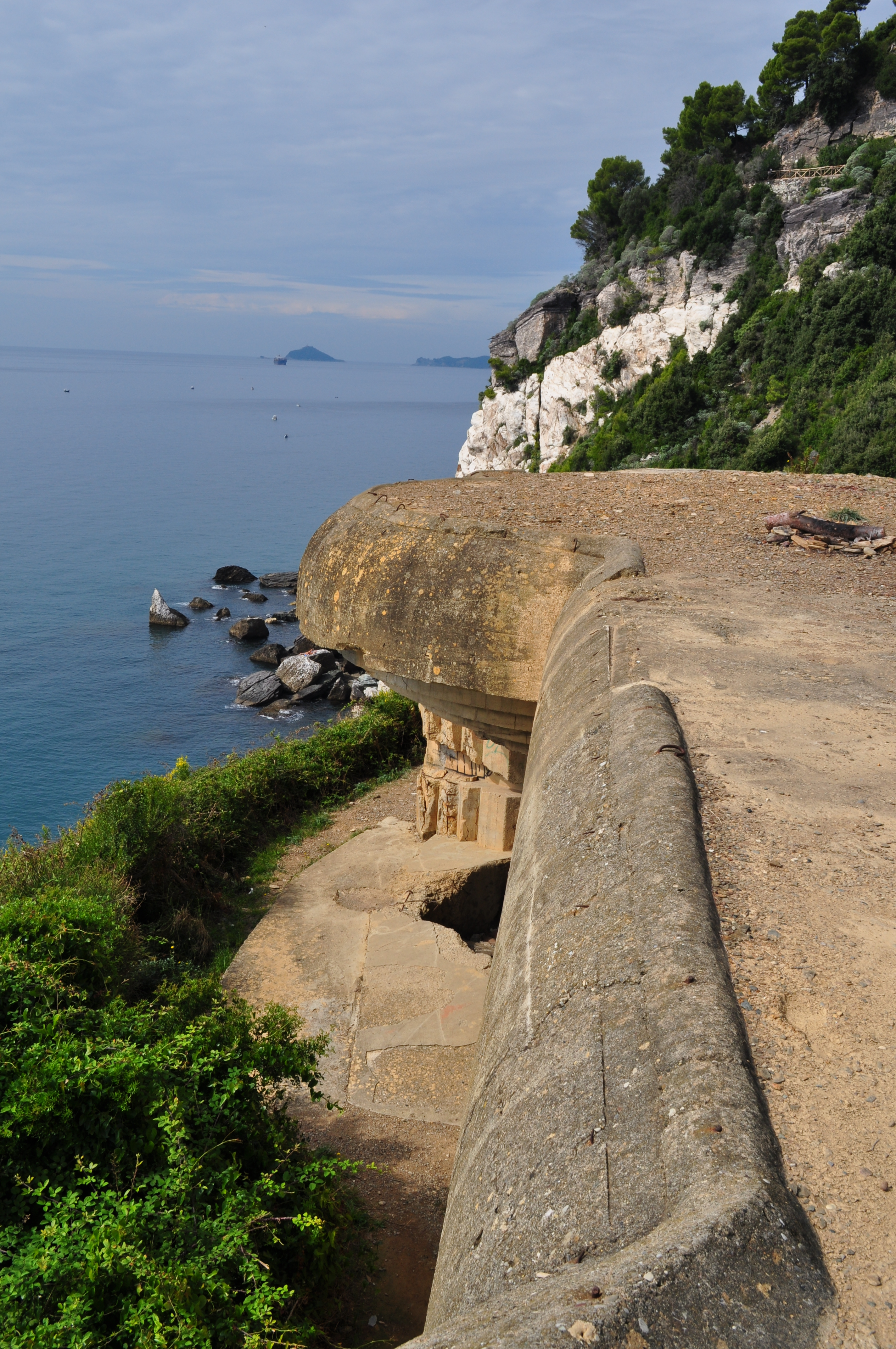
Blick auf den Bunker 152/45 der Batterie Dante de Lutti in La Spezia

Der Vallo Ligure (deutsch Ligurischer Wall) war ein von Italien errichtetes Küstenverteidigungssystem entlang der ligurischen Küste.
Er wurde im Zweiten Weltkrieg nach der deutschen Besetzung Italiens im Herbst 1943 von der Organisation Todt weiter ausgebaut. Bereits bestehende Bunker wurden in das System mit einbezogen. Der Vallo Ligure stellt eine östliche Verlängerung des Südwalls an der französischen Mittelmeerküste dar.